# Arménská menšina v Česku
Za příslušníky arménské menšiny v Česku jsou považováni občané ČR hlásící se k arménské národnosti a občané Arménské republiky mající v ČR krátkodobý či trvalý pobyt. Podle současných údajů žijí v ČR výhradně občané Arménské republiky s krátkodobým či trvalým pobytem. Tato skupina čítá dle údajů Českého statistického úřadu 2 025 členů, dle neoficiálních zdrojů se však toto číslo může pohybovat kolem 12 000.

## Historie
Na rozdíl od ostatních arménských komunit v jiných zemích střední a východní Evropy je arménská menšina v ČR tvořena výhradně imigranty, kteří do země přišli v průběhu 90. let, po rozpadu Sovětského svazu, z důvodu špatné ekonomické a politické situace v zemi. Nejvíce Arménů přišlo v letech 1992–1995. V té době naplno propukl arménsko-ázerbájdžánský spor o Náhorní Karabach.
Arménská menšina se v ČR stále rozrůstá, nyní čítá něco okolo 12 000 členů. Nejpočetnější komunita je v Praze. Druhá nejpočetnější komunita se nachází v Brně a v nejbližším okolí, kde žije podle údajů této komunity v současné době asi 2 500 Arménů, kteří do ČR přišli přes uprchlický tábor v Zastávce u Brna.
Většina příslušníků arménské komunity hovoří plynně rusky, 31 % hovoří česky na vysoké úrovni, 42 % na střední a 27 % na nízké. Z důvodu jazykových bariér provozují bistra, obchůdky a dílny.
Několikrát se Arméni v ČR objevili v médiích v souvislosti s organizovaným zločinem, boj mezi čečenskými a arménskými gangy vedl v roce 2007 k pokusu o vraždu na pražském Václavském náměstí a k vraždě řidiče Sazky na Vinohradech.

## Arménské instituce v Česku
V roce 1996 byla v Praze otevřena Arménská nedělní škola, později bylo založeno Arménské kulturní centrum. Vychází také arménský dvojměsíčník Orer (Օրեր), jehož šéfredaktorem je arménský novinář Hagop Asadrjan, bývalý redaktor jerevanských novin Azg (Ազգ), který do Prahy přišel v roce 1998.
3. a 4. dubna 2006 navštívil ČR zastupující ministr Arménie Arman Kirakosjan. Zde se setkal s tehdejším náměstkem ministra zahraničí Jaroslavem Baštou a s reprezentantem arménské komunity Jaromírem Plíškem.

## Známí Arméni v Česku
- Bohumil Klepl – herec arménského původu po matce
- Sergej Movsesjan – šachista se slovenským občanstvím
- MikeJePan – youtuber a podnikatel
- Anna Avakjanová – modelka arménského původu po otci[7]
- Gevorg Avetisjan – podnikatel, výrobce arménských medovníků pod značkou Marlenka[8]
- Tigran Hovakimyan – komik
- Pam Rabbit – zpěvačka a písničkářka arménského původu
- Larisa Khachatryan (obvyklejší český přepis tohoto příjmení je Chačaturjan) – bývalá členka dívčí skupiny LuŠtěLa[9]
- Andranik Soghojan – údajný šéf ruskojazyčného gangu[10]